# Hypena gypsophila
Hypena gypsophila là một loài bướm đêm trong họ Erebidae.